# 意見封事三箇条
意見封事三箇条（いけんふうじさんかじょう）とは、天徳元年12月27日（958年1月19日）に従五位上右少弁菅原文時が村上天皇に対して提出した意見封事。

## 概要
この意見封事は、天徳元年7月27日（957年8月25日）の村上天皇の意見封事を求める綸旨に対して出されたものである。
全3条からなり、
1. 「請禁奢侈事」（贅沢の禁止）
2. 「請停売官事」（売官の禁止）
3. 「請不廃失鴻臚館懐遠人励文士事」（外交の再建と文芸の振興の観点からの鴻臚館復活）

の3点を中国の故事を引用しながら論を展開している。『本朝文粋』・『群書類従』などに所収されている。